# المقاتل النهائي: البرازيل 1
المقاتل النهائي: البرازيل 1 (بالإنجليزية: The Ultimate Fighter: Brazil 1)‏ هو أحد أجزاء سلسلة تلفزيون الواقع المقاتل النهائي التي أنتجته يو إف سي.